# Aon Center (Chicago)
Aon Center, dříve Standard Oil Building nebo Amoco Building, je 346 metrů vysoký mrakodrap v Chicagu v Illinois (přesně 346,3 m, což je uznávaná výška). K dubnu 2020 je tak třetí nejvyšší budova Chicaga a dvanáctá nejvyšší ve Spojených státech. Postaven byl původně jako Standard Oil Building v roce 1972 podle návrhu Edwarda Durrella Stonea (1902–1978).

## Historie
Budova byla postavena, aby sloužila jako nové sídlo pro firmu Standard Oil Company. Po jejím dokončení v roce 1973 byla nejvyšší v Chicagu a čtvrtá na světe, po jednom roce ji ale přerostl Willis Tower (dříve Sears Tower), který se stal zároveň nejvyšší budovou světa. Výstavba stála asi 120 milionů dolarů.

### Jméno a vlastníci budovy
Po svém dokončení se budova jmenovala Standard Oil Building, ale v roce 1985 hlavní nájemník Standard Oil Company změnil název na Amoco, a tak se i budova přejmenovala na Amoco Building. Amoco v roce 1998 budovu prodala firmě Blackstone Group za odhadovanou částku 430–440 milionů dolarů. Dne 30. prosince 1999 byl mrakodrap přejmenován na Aon Center, podle Aon Corporation, která se stala hlavním nájemcem budovy. Od května roku 2003 budovu vlastnila společnost Wells Real Estate Investment Trust Inc (od roku 2007 jako Piedmont Office Realty Trust, Inc.), která ji získala za 465 či 475 milionů dolarů. 
Od roku 2015 patří budova dvěma investorům, Marku Karasickovi a Victoru Gersteinovi, kteří ji koupili za 713 milionů dolarů. Správa náleží americké firmě Jones Lang LaSalle (JLL), která tu má své sídlo. 

### Plány
V roce 2018 přišli majitelé s řadou zajímavých návrhů. Asi nejzajímavější z nich je atrakce nazvaná Sky Summit za 185 miliónů dolarů, což je jakási kabina umístěná na střeše budovy, kterou hydraulická ramena doslova přehodí přes okraj střechy. Zatímco bude volně viset nad zemí, lidé se z poměrně velké výšky pokochají výhledem na město a pro některé z nich to bude jistě adrenalinový zážitek. Kromě tohoto a nového vstupního pavilonu by ještě měly vzniknout velmi neobvyklé výtahy, které by byly umístěny zvenčí, v „ukrojených“ rozích budovy (viz reportáž).

## Konstrukce budovy
Budova vzdáleně připomíná jak vzhledově, tak i konstrukčně bývalá "dvojčata" newyorského Světového obchodního centra. Má podobné ocelí vyztužené jádro ve kterém vedou výtahy a schodiště. Další ocelové nosníky vedou po obvodu budovy.
Její plášť tvořilo přibližně 43 000 desek z carrarského mramoru. Necelý rok po dostavbě se ale jedna deska uvolnila a spadla na střechu nedaleké budovy, poté následovala kontrola opláštění, která zjistila nespočetně mnoho vad, proto byly opraveny a připevněny pomocí nerezových ocelových pásků. Mezi lety 1990 až 1992 proběhla úplná rekonstrukce pláště. Mramorové desky byly nahrazeny deskami z bílé žuly. Odhadovaná cena této rekonstrukce byla asi 80 milionů dolarů.
Nejvyšší podlaží mrakodrapu bývají různobarevně osvětleny; oranžově na Den díkuvzdání, zeleně nebo červeně během Vánoc, ale třeba také růžově na tzv. Pink October (Breast Cancer Awareness Month – měsíc povědomí o rakovině prsu).

## Galerie

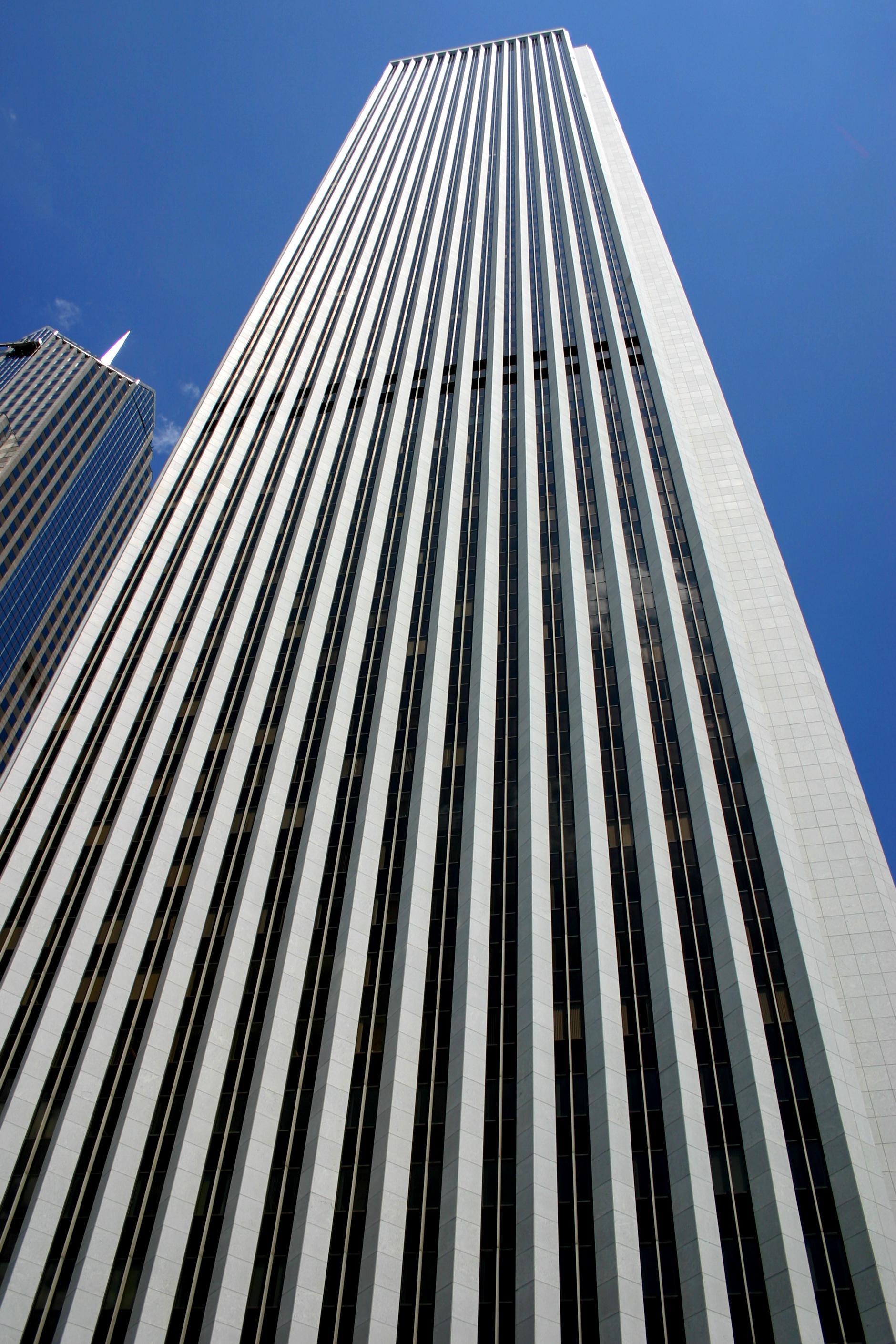
Pohled od paty budovy
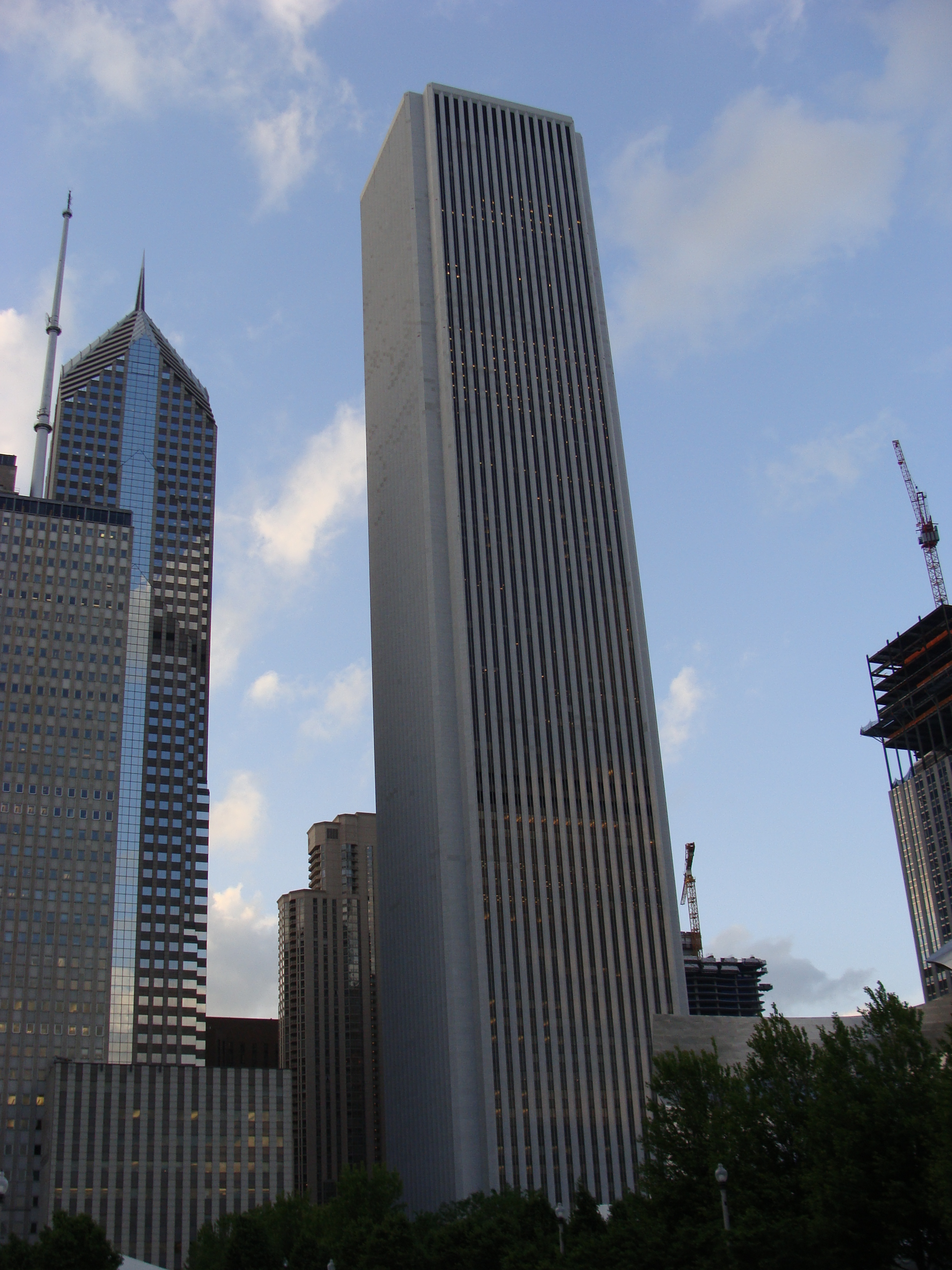
Aon Center v roce 2008
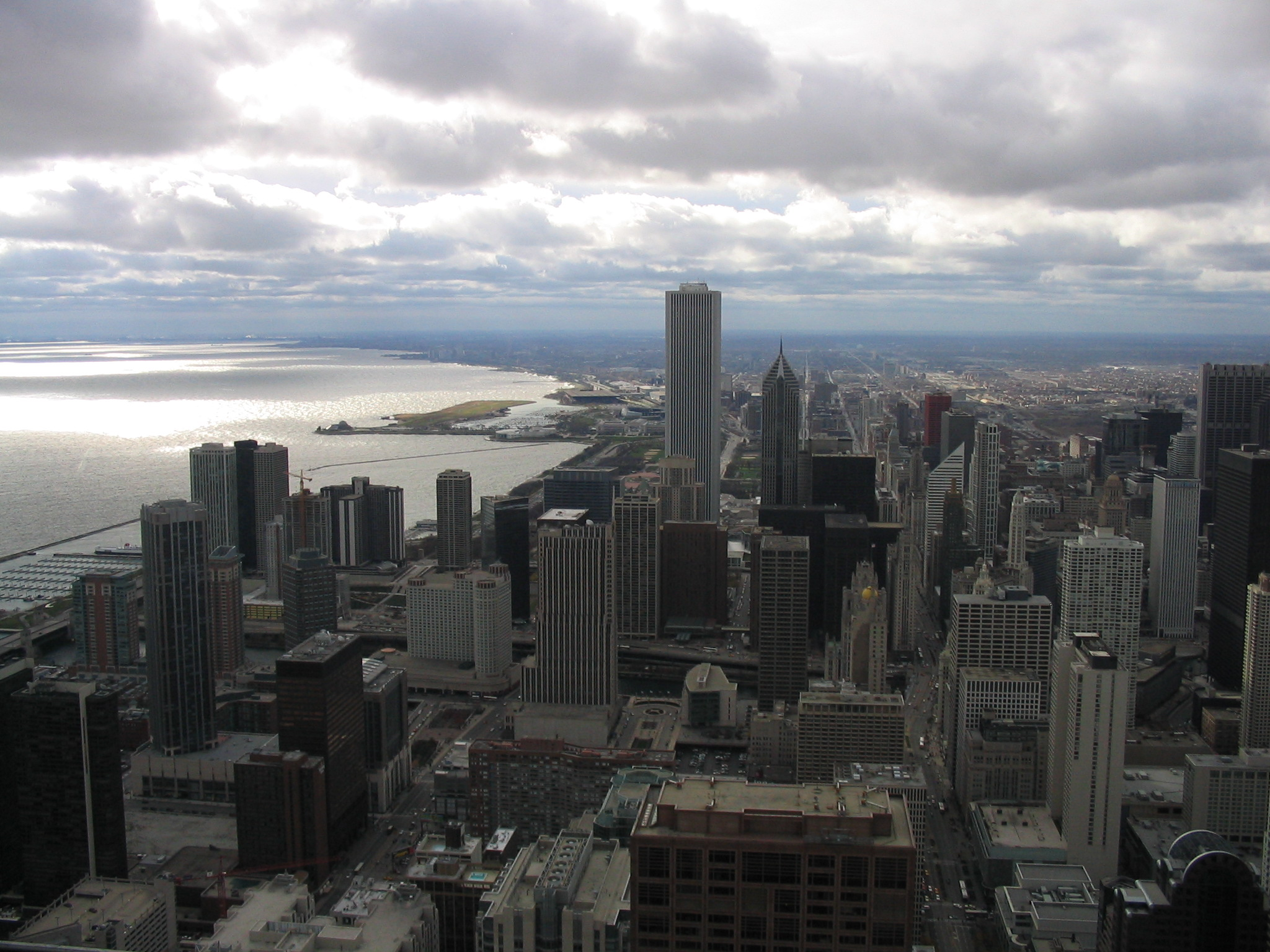
Centrum Chicaga, uprostřed vyčnívá budova Aon Center
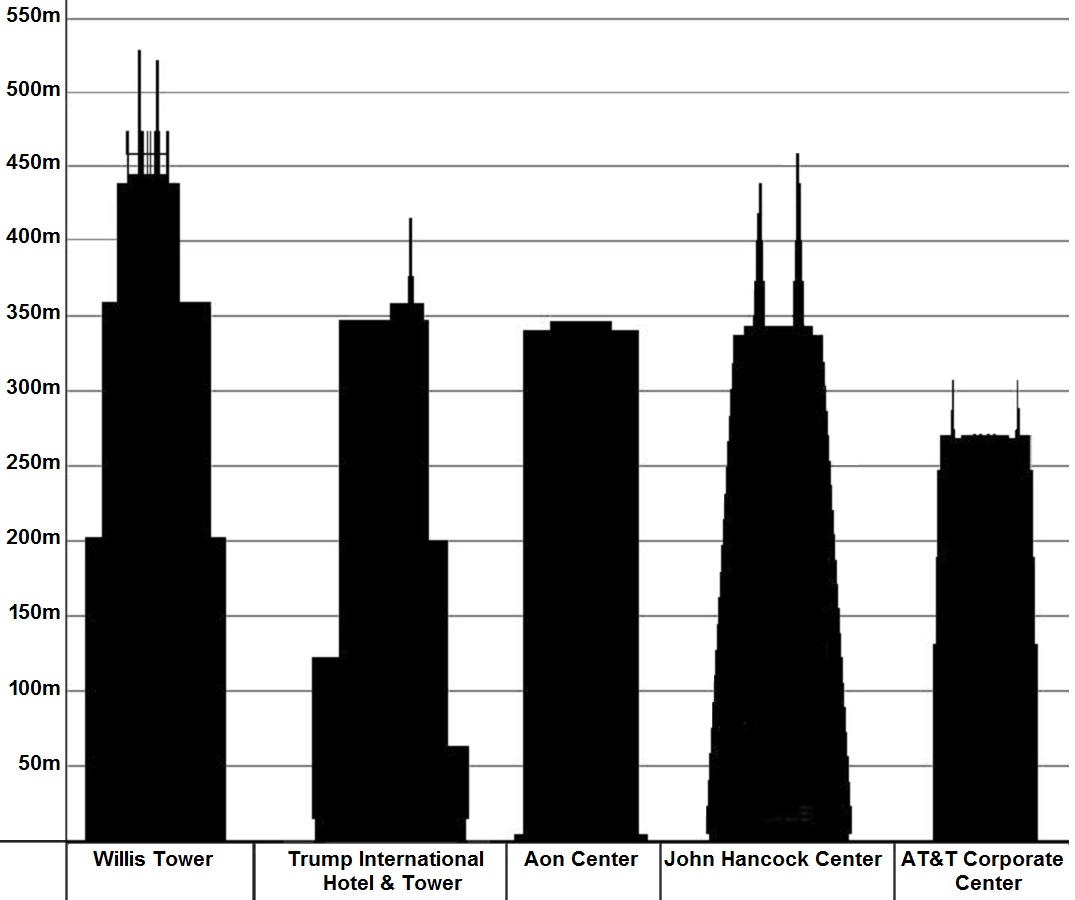
Výškové porovnání chicagských mrakodrapů